# Silbersee I (Haltern am See)

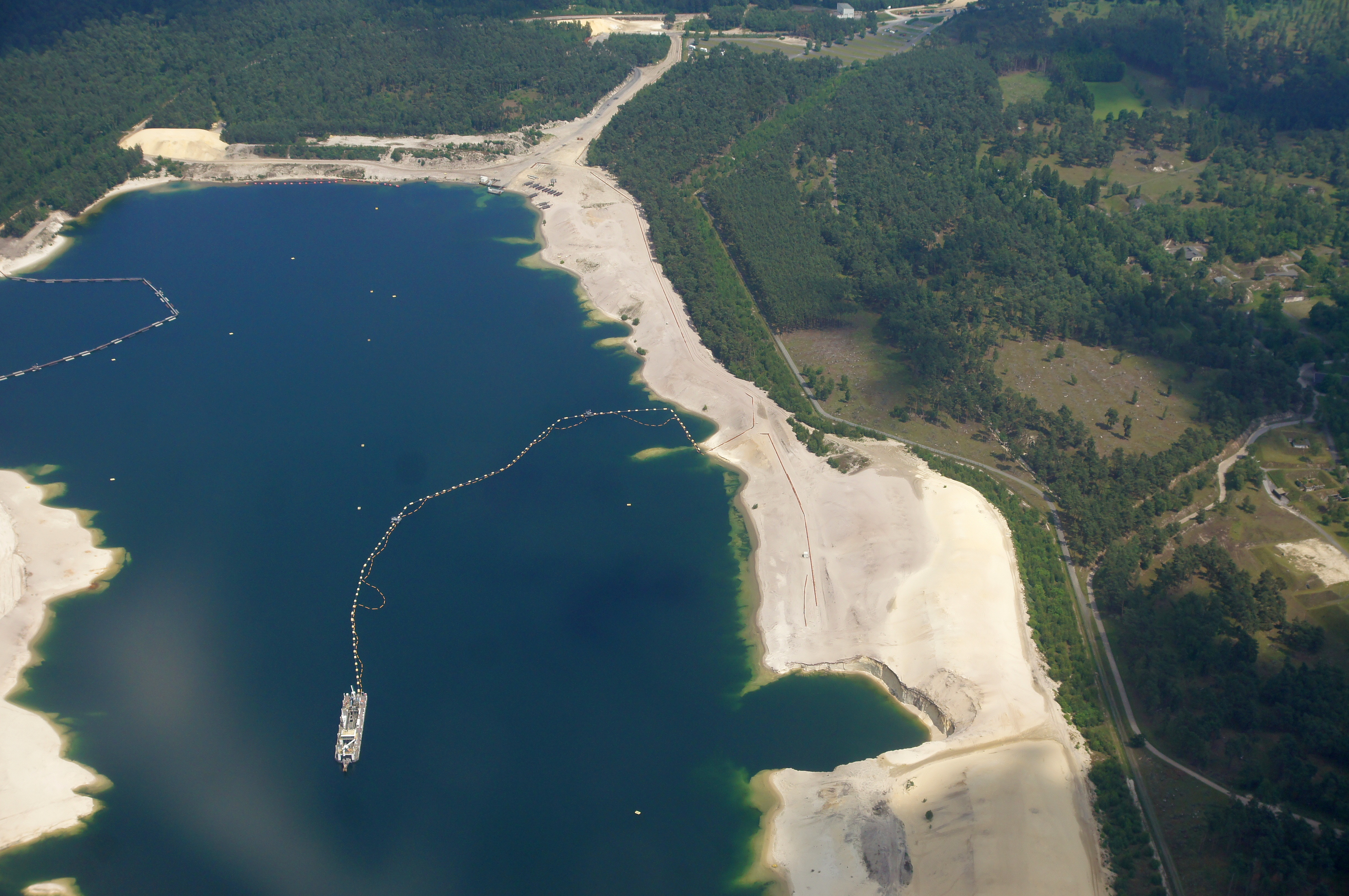
Silbersee I, 2014

Der Silbersee I ist ein Stillgewässer im Landschaftsschutzgebiet Silberseen und Schmaloer Heide bei Haltern am See. Er besitzt eine Wasserfläche von rund 24 Hektar. Neben der Quarzsandgewinnung diente er bis 2004 als Badesee, der in den 1980er Jahren jedoch noch nicht als solcher zugelassen war. Dies führte häufig zu Konflikten mit dem Betreiber und aufgrund der geparkten Autos an der L 551 auch mit der Polizei.